# Радио-станица
Радио-станица представља скуп опреме неопходне за обављање комуникације путем радио-таласа. Генерално, ради се о пријемнику или примопредајнику, антени и некој мањој додатној опреми која је потребна за њихово руковање. Они играју виталну улогу у комуникацијској технологији, јер им се у великој мери ослањају на пренос података и информација широм света.
Шире, дефиниција радио-станице укључује поменуту опрему и зграду у којој је постављена. Таква станица може да обухвата неколико „радио-станица” дефинисаних горе (тј. неколико сетова пријемника или предајника инсталираних у једној згради, али који раде независно, и неколико антена инсталираних на пољу поред зграде). Ова дефиниција радио-станице се чешће назива предајно место, предајна станица или преносна станица.

## ITU дефиниција
Међународна унија за телекомуникације дефинише радио (комуникациону) станицу као — „један или више предајника или пријемника или комбинацију предајника и пријемника, укључујући додатну опрему, неопходну на једном месту за обављање радио комуникационих или радио астрономских услуга. Свака станица се класификује према служби у којој делује трајно или привремено”.

## Историја
Најраније радио станице биле су радиотелеграфски системи и нису преносиле звук. Да би аудио емитовање било могуће, морали су бити уграђени електронски уређаји за детекцију и појачавање.
Термионски вентил (неку врсту вакуумске цеви) изумео је 1904. године енглески физичар Џон Амброуз Флеминг. Он је развио уређај који је назвао „осцилациони вентил” (јер пропушта струју само у једном правцу). Загрејана нит, или катода, била је способна за термионску емисију електрона који би текли на плочу (или аноду) када је била на вишем напону. Електрони, међутим, нису могли да прођу у обрнутом смеру јер плоча није била загрејана и стога није била способна за термоионску емисију електрона. Касније познат као Флемингов вентил, могао је да се користи као исправљач наизменичне струје и као детектор радио-таласа. Ово је увелико побољшало кристални сет који је исправљао радио сигнал користећи рану чврсту диоду засновану на кристалу и такозваном мачјем брку. Међутим, још увек је било потребно појачало.
Триоду (живена пара испуњена контролном решетком) креирао је 4. марта 1906. Аустријанац Роберт фон Либен независно од тога, 25. октобра 1906. године. Ли Де Форест је патентирао свој Одион од три елемента. Он није стављен у практичну употребу све до 1912. године када су истраживачи препознали његову способност појачавања.
Отприлике 1920. године, технологија вентила је сазрела до тачке у којој је радио емитовање брзо постало одрживо. Међутим, рани аудио пренос који би се могао назвати емитовањем вероватно се одвио на Бадње вече 1906. од стране Реџиналда Фесендена, иако је то спорно. Док су многи рани експериментатори покушавали да створе системе сличне радиотелефонским уређајима помоћу којих су само две стране требале да комуницирају, било је и других који су намеравали да преносе широј публици. Чарлс Херолд је почео да емитује у Калифорнији 1909. године и већ следеће године је преносио аудио. (Херолдова станица је на крају постала KCBS).
У Хагу, у Холандији, PCGG је почео да емитује 6. новембра 1919. године, чиме је постао вероватно прва комерцијална станица за емитовање. Године 1916, Франк Конрад, електроинжењер запослен у Вестингхаус електрик корпорацији, почео је да емитује програм из своје гараже у Вилкинсбергу у Пенсилванији са позивним словима 8XK. Касније је станица премештена на врх зграде фабрике Вестингхаус у Источном Питсбургу, Пенсилванија. Вестингхаус је поново покренуо станицу као KDKA 2. новембра 1920, као прву комерцијално лиценцирану радио станицу у Сједињеним Државама. Ознака комерцијалног емитовања произилази из врсте дозволе за емитовање; рекламе су се емитовале тек годинама касније. Прво лиценцирано емитовање у Сједињеним Државама дошло је од саме KDKA: резултата председничких избора Хардинг/Кокс. Станица у Монтреалу која је постала CFCF почела је да емитује програм 20. маја 1920, а станица у Детроиту која је постала WWJ почела је да емитује програм почевши од 20. августа 1920, иако ниједна није имала лиценцу у то време.
Године 1920, бежично емитовање за забаву почело је у Великој Британији из Марконијевом истраживачком центру 2MT у Вритлу близу Челмсфорда, Енглеска. Чувени пренос из Марконијеве фабрике Њу Стрит Воркс у Челмсфорду имала је чувена сопранисткиња Нели Мелба 15. јуна 1920. године, при чему је отпевала две арије и свој чувени трил. Она је била прва уметница међународног угледа која је учествовала у директним радио емисијама. Станица 2MT почела је да емитује редовну забаву 1922. Би-Би-Си је спојен 1922. и добио је Краљевску повељу 1926. године, чиме је постао први национални емитер у свету, коме је следио Чешки радио и други европски емитери у 1923. године.